# UTC−8:00

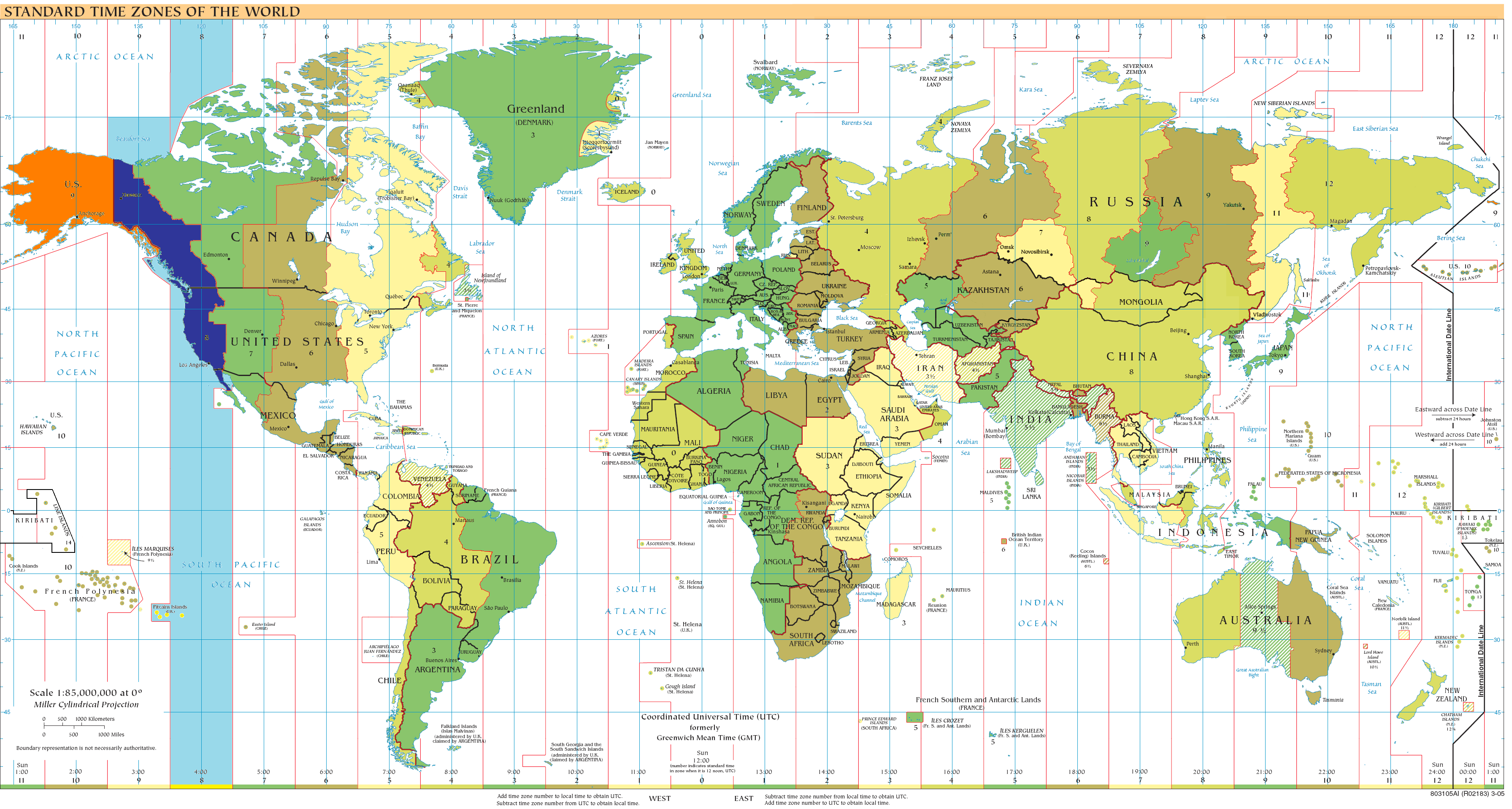
UTC−8 на карте часовых поясов мира:
синим — зона UTC−8 зимой (ноябрь-март) в Северном полушарии (летом (апрель-октябрь) — UTC−7);
голубым — зона UTC−8 в океанах;
ярко-жёлтым — зона UTC−8 круглогодично;
оранжевым — зона UTC−8 летом (апрель-октябрь) в Северном полушарии и зона UTC−8 зимой (апрель-октябрь) в Южном полушарии

UTC−8, PST (англ. Pacific Standard Time — «тихоокеанское время») — часовой пояс, использующийся в следующих государствах и территориях:

## В течение всего года
- Острова Питкэрн (Великобритания)
- Канада:
  -  Северо-Западные территории:
    - Посёлок Тунгстен
- Клиппертон (Франция)

## Зимой всеверном полушарии
- Канада:
  -  Британская Колумбия (большая часть)
  -  Юкон
- Мексика:
  -  Нижняя Калифорния
- США (частично):
  -  Айдахо (северная часть)
  -  Вашингтон
  -  Калифорния
  -  Невада (большая часть)
  -  Орегон (большая часть)

## Летом в северном полушарии
- США:
  -  Аляска (кроме Алеутских островов)